# Gerardo Labellarte
Gerardo Labellarte (Melfi, 2 novembre 1956) è un politico italiano.

## Biografia
Nato a Melfi, si trasferisce a Roma in giovane età. Laureato in Giurisprudenza alla Sapienza, inizia a dedicarsi all'attività politica nel Partito Socialista Italiano e al volontariato. Entrato nella giunta comunale di Roma in quota PSI, ha ricoperto l'incarico di Assessore al Patrimonio dal 1989 al 1992. Ha ricoperto anche il ruolo presidente dell'Associazione CIVES, attiva nella lotta contro le tossicodipendenze e nella tutela dei diversamente abili.
È stato eletto senatore il 13 maggio 2001 con L'Ulivo, restando a Palazzo Madama in rappresentanza dello SDI fino al termine della legislatura nel 2006. In tale anno si ricandida al Senato con La Rosa nel Pugno, ma non viene rieletto.
Dal 2007 aderisce al ricostituito PSI. Alle elezioni politiche del 2013 è stato candidato al Senato della Repubblica in Basilicata nelle liste del Partito Democratico, in quota PSI, risulta tuttavia il primo dei non eletti.